# منظمة التعاون الاقتصادي للبحر الأسود
منظمة التعاون الاقتصادي في منطقة البحر الأسود منظمة دولية تجمع بين 12 دولة تأسست عام 1999 واقعة في منطقة البحر الأسود وجنوب البلقان. يركز نشاط منظمة التعاون الاقتصادي في منطقة البحر الأسود على الجانب الاقتصادي للتكامل بدون أن يبدد اهتمامها عل مجالات الدفاع والسياسة. 

## تاريخ
تأسست المنظمة يوم 1 مايو 1999 على أساس معاهدة التعاون الاقتصادي في منطقة البحر الأسود والتي تم توقيعها يوم 25 يونيو 1992. ووافقت الدول الأعضاء في المنظمة على البيان الذي يحدد أهدافا رئيسية للمنظمة، وبينها التعاون الاقتصادي الاوثق بين الدول المشاركة والحركة الحرة للسلع والرساميل والخدمات والايدي العاملة والتكامل بين اقتصادات الدول المشاركة والمنظومة الاقتصادية العالمية. ثمة مهمة خاصة تنجم عن تأسيس المنظمة، وهي تشكيل منطقة التجارة الحرة في اراضي الدول المشاركة، الامر الذي يمكن أن يحقق بحسب رأي الدول المشاركة في إطار التوجه العام نحو تشكيل الساحة الاقتصادية الأوروبية الموحدة.
يبلغ عدد السكان في الدول الأعضاء بمنظمة التعاون الاقتصادي في منطقة البحر الأسود 330 مليون نسمة. وتعد المنطقة غنية بثروات طبيعية. كما انها تمتلك قوة عاملة ماهرة. وتدخل المنظمة الدول الاروبية وغير الأوروبية الكبيرة بصفتها أعضاء مراقبة، وبينها النمسا وبيلوروسيا وكرواتيا وتشيكيا ومصر وفرنسا وألمانيا وإسرائيل وإيطاليا وبولندا وسلوفاكيا وتونس والولايات المتحدة، وكذلك المنظمات الدولية مثل مؤتمر ميثاق الطاقة ونادي البحر الأسود الدولي ولجنة الجمعيات الأوروبية واللجنة الخاصة بحماية البحر الأسود. كما تتعاون منظمة التعاون الاقتصادي في منطقة البحر الأسود مع الاتحاد الأوروبي ومنظمات منطقة بحر البلطيق.

## العضوية
تضم المنظمة الدول التالية بصفتها أعضاء دائمة في منظمة التعاون الاقتصادي في منطقة البحر الأسود:

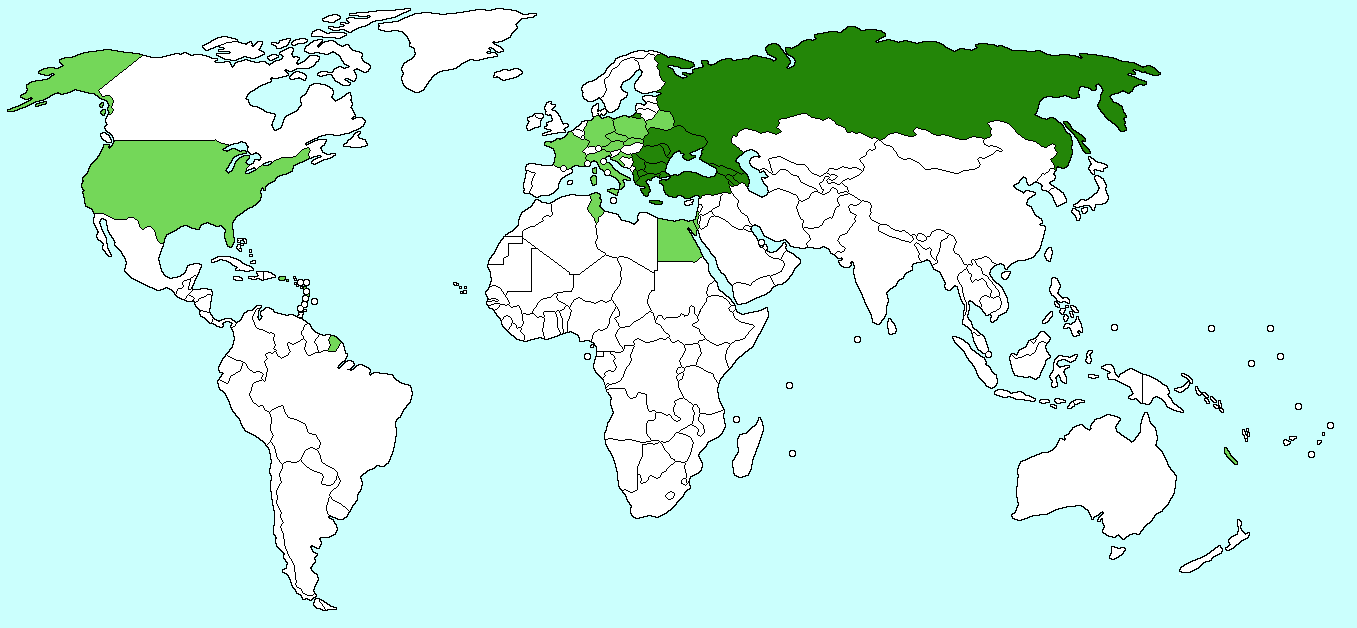
دول أعضاء
دول مراقبة

الأعضاء المؤسسون هم :
- ألبانيا
- أرمينيا
- أذربيجان
- بلغاريا
- جورجيا
- اليونان
- مولدوفا
- رومانيا
- روسيا
- تركيا
- أوكرانيا

## وصلات خارجية
- منظمة التعاون الاقتصادي للبحر الأسود الموقع الرسمي للمنظمة.